# Opríchnina

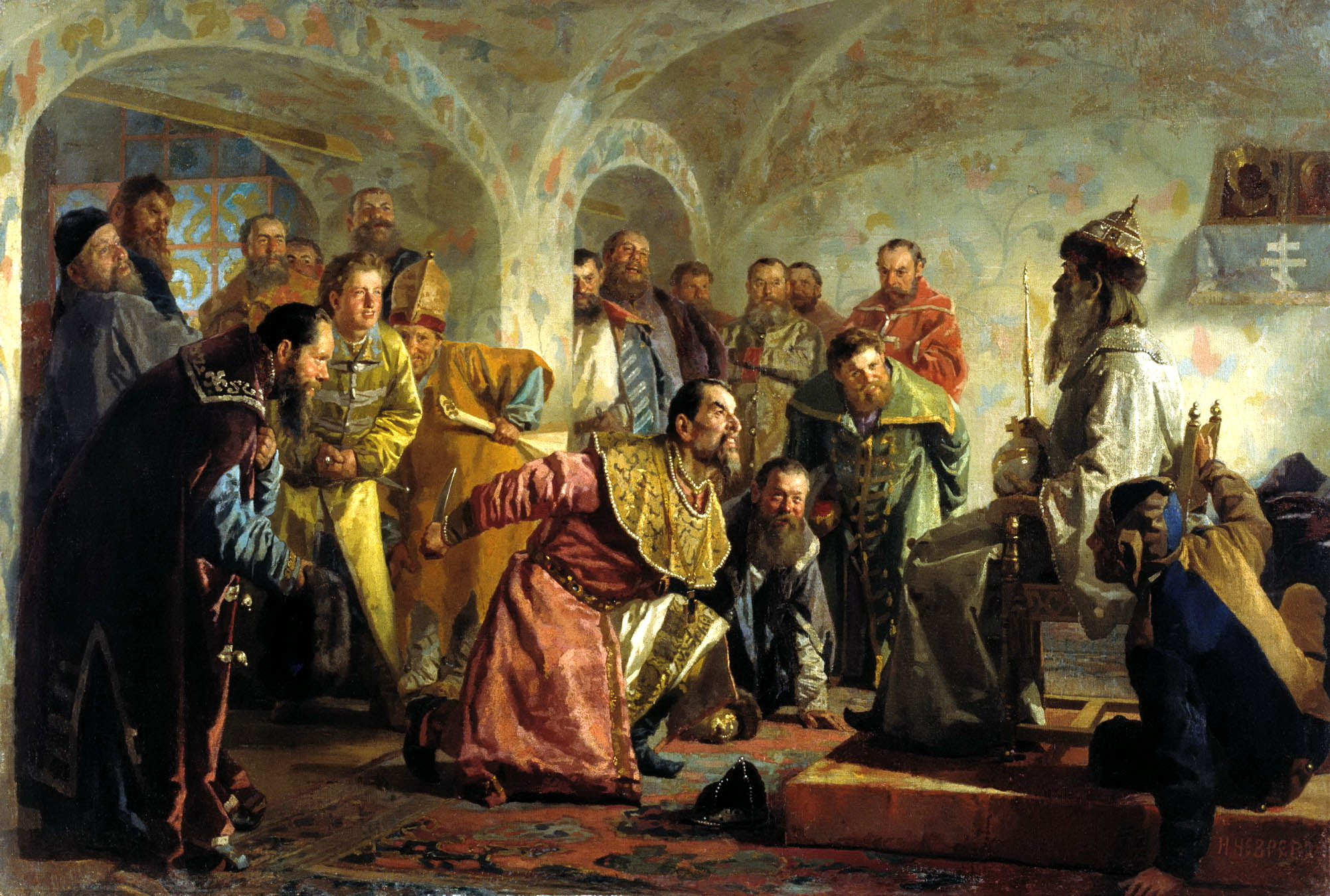
Os opríchniks. Pintura de Nikolái Névrev

A Opríchnina (опри́чнина) foi uma porção do território russo controlada diretamente pelo tsar Ivã, o terrível. 
A palavra deriva do russo antigo oprich (опричь), e significa “aparte”, “a exceção de”. Por definição,  Opríchnina designou o período de poder distópico do monarca Ivã IV da Rússia e da sua própria guarda pessoal, os oprichiniks, famosos por sua crueldade contra a população e que dizimaram consideravelmente a cidade de Novgorod.
Atualmente, o termo Opríchnina é utilizado como sinônimo de tirania e de poder absoluto exercido com extremo rigor e crueldade.  

## História
Em 1554, o príncipe Andréi Kurbski conduziu um exército lituano contra a Rússia, devastando a região de Velíkiye Luki. O tsar Ivã IV suspeitando que os outros aristocratas estavam se preparando para traí-lo, decidiu abandonar Moscou em 3 de dezembro de 1564, levando todas as suas relíquias históricas e religiosas, sem designar um sucessor para chefe do estado, e se acomodou em  Aleksándrov, a 120 km de Moscou, com sua segunda esposa María Temryúkovna, os tsarevichs e todos os membros da corte. Em 3 de janeiro de 1565 endereçou uma carta para o arcebispo metropolita de Moscou, Afanasio, descrevendo a traição dos boiardos e anunciou a sua intenção de abdicar.
Uma delegação composta por membros da igreja, o arcebispo metropolita, boiardos e comerciantes se dirigem a Aleksándrov para pedir que ele regressasse a Moscou e recuperasse a coroa. Ivã pede apenas uma condição, que fosse aceito dar a ele um poder ilimitado. O clero deve, portanto, renunciar ao seu direito de interceder em favor de pessoas caídas em desgraça e os boiardos à garantia de uma justiça equitativa. A delegação aceita as condições e um mês mais tarde o tsar regressa a Moscou. 

## A criação da Opríchnina

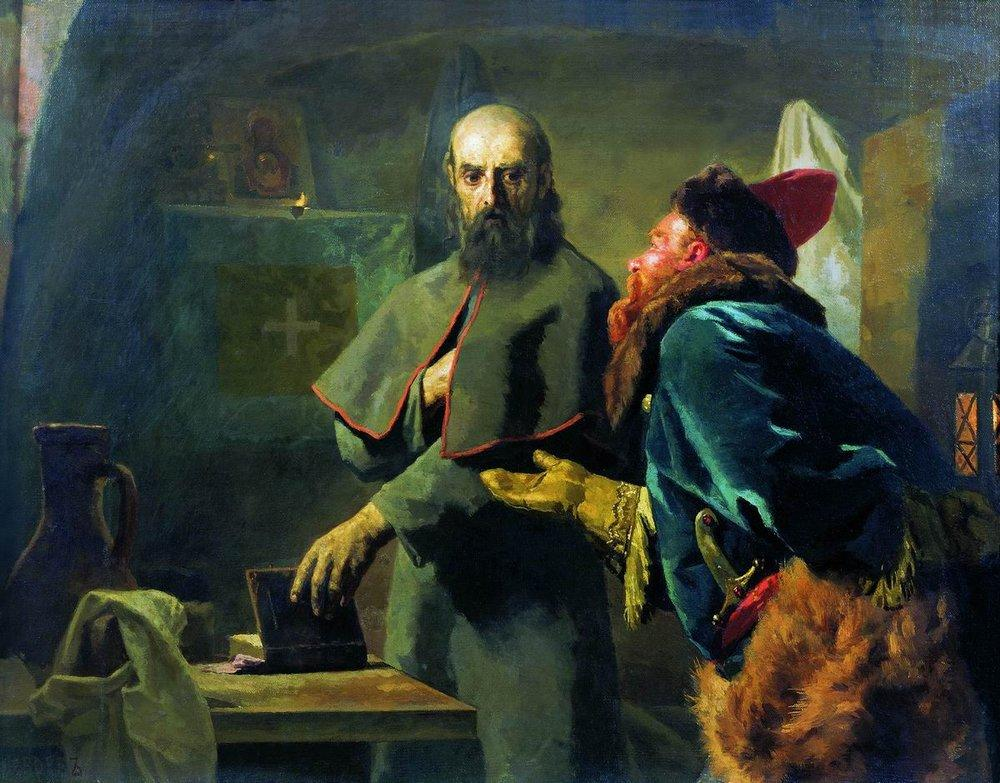
Maliuta Skurátov e o metropolita Felipe. Por Nikolái Névrev, 1898.

No mesmo mês, um decreto do  tsar divide o Grão-Principado de Moscou em dois territórios, a Zémschina que conserva a antiga administração tsarista, e a  Opríchnina (a noroeste) onde Ivã tinha um poder absoluto. No mesmo decreto, o tsar cria os opríchniki, uma tropa de elite que seguem cegamente Ivã. Estes homens, que o povo chama de A tropa satânica, usavam vestes pretas e um crânio de cachorro e uma vassoura como insignia, sendo seu lema: “Varrer a Rússia e morder a traição”. A  Opríchnina se viu posteriormente debilitada com a morte dos três principais elegidos pelo tsar: Alekséi Basmánov, Afanasi Viázemski e Maliuta Skurátov.
O sistema da Opríchnina durou de 1565 a 1572, sete anos durante os quais Ivã se esforçou para aniquilar seus adversários e romper o antigo regime de governo, que não lhe era conveniente. A repressão faz que alguns boiardos peçam ajuda para a Lituânia intervir. A Opríchnina intercepta as mensagens e intensifica a repressão. O arcebispo metropolita, Felipe, tenta interceder em favor dos prisioneiros e é preso e assassinado. Ivã se encarrega igualmente da sua tia Eufrosinia e filho dela, Vladimir, que são obrigado a se envenenar. 
Em 1570, Ivã, preocupado com o valor estratégico de Novgorod na guerra contra a Ordem Teutónica e Suécia, descobre que o complô contra ele se estende nessa região. Seus opríchniki saqueiam, incendiam e destroem a cidade, assassinado 30.000 habitantes, ainda que alguns historiadores modernos situam ao redor de 2.000 a 3.000 mortos, considerando que depois do período de fome e de epidemias em 1560, a população de Novgorod não excedia 10.000 a 20.000 habitantes.
Em seu regresso a Moscou, a tropa satânica ataca os nobres sem títulos e os massacra. No mesmo ano, Ivã cree  que seus fiéis assistentes Alekséi Basmánov e Afanasi Viázemski tentam traí-lo e são executados sumariamente. 
Este sistemado foi visto por alguns historiadores como uma ferramenta contra a poderosa nobreza hereditária russa dos boiardos que eram contra a centralização.
A Opríchnina foi tratada de forma similar a igreja do seu tempo, gozando da mesma liberdade de impostos como a igreja, tendo a mesma organização monástica, incluindo Ivã se auto denominando como Abade da Opríchnina. A única diferença entre os dois, é que a última foi criada como um meio exclusivo para cumprir a vontade de Ivã em seu 
território.

## O fim da Opríchnina
Em 1560, em um período conhecido como Pequena Idade do Gelo, em uma combinação de colheitas pobres, pragas, incursões polaca-lituanas, suecas, ataques dos tártaros e da Liga Hanseática, a Rússia foi devastada. O preço das grãos aumentou dez vezes, e o valor das terras outrora férteis havia caído em todo o país, causando nos que viviam na Opríchnina a se mudarem para outras regiões, desta maneira a existência destes sistemas políticos de autoridade (a Opríchnina e a Zémschina), levou a desorganização política e econômica do país.
Ivã começou a duvidar da utilidade da Opríchnina depois das execuções de Basmánov e Viázemski. Vários membros da sua guarda de elite, encarregados de assegurar a sua segurança, foram acusados de traição. A morte de sua terceira esposa, Marfa Sobakina, quinze dias depois da sua boda, o convence que alguns dos seus guardas podiam a ter envenenado. A tropa compreende agora de uns 6.000 homens que saqueiam os territórios da Zémschina, sem que Ivã tivesse autorizado. 
Na primavera de 1571, os tártaros da Crimeia invadem a Rússia e chegam a Moscou, e a incendiam parcialmente, sem que os opríchniks movessem um dedo para defender a cidade. Ivã suspeita que eles o traíram em nome do Cã da Crimeia. 
Decide então castigá-los severamente. Em julho de 1572, um novo decreto aboliu o sistema de  Opríchnina e os opríchniks  foram dissolvidos. Os territórios da antiga Opríchnina são fundidos aos da  Zémschina e os antigos proprietários recuperam suas terras. 
Os impostos, como havia esperado Ivã, não aumentaram, e a Rússia perdeu suas ambições na guerra contra a Lituânia, de maneira que a Opríchnina não demonstrou uma melhora considerável, e sim prejudicou a economia e estabilidade da Rússia. A Opríchnina, entretanto, foi bem sucedida em instaurar um regime de obediência submissiva e temerosa em todo o reino.

## Consequências
Os historiadores russos creem que o terror da Opríchnina causou a morte de 10 000 pessoas. Os camponeses se viram obrigados a emigrar para regiões mais tranquilas, o comércio foi aniquilado, o país arruinado. A economia russa sofreu por anos. 
Mais tarde, Pedro I da Rússia toma como exemplo o governo de Ivã, o Terrível para realizar suas formas de governar.  

## Legado
Ivã  Lazhéchnikov escreveu a tragédia  "O opríchnik" (Опричник), a qual  Tchaikovsky se baseou para realizar sua ópera homônima. Esta obra por sua vez  inspirou a pintura de 1911 de Apollinary Vasnetsov, descrevendo as pessoas correndo de pânico com a chegada dos opríchniks. 
Anos depois do reinado de Ivã, o Terrível, o sistema Opríchnina continuou afetando a Rússia. O mesmo Stalin, se baseando muito nos esquemas depurativos da terrível e sangrenta Opríchnina, e o governo do tsar marcou para sempre como um sentido de poder terrível. 
Serguei Eisenstein representou os  opríchniks em seu filme Ivan, o Terrível como pessoas saudáveis e de aparência limpa na primeira parte. Já na segunda parte do filme os demonstrou com uma aparência menos favorecida.